# Phytodietus ericeti
Phytodietus ericeti là một loài tò vò trong họ Ichneumonidae.